# ひねもす (アルバム)
『ひねもす』は、小野大輔の1作目のミニ・アルバムである。2007年6月27日、Lantisより発売、キングレコードより販売された。

## 概要
- 収録されている曲は全曲ラブソングであり、ブックレットは文学青年の一日の物語をテーマにしたミニ写真集となっている。
- 5曲目の「深淵」は、声優の杉田智和が作詞を担当している。
- 収録曲の何曲かが、次作『風花』にも再収録されている。
- 6曲目の「だいすき」は、2013年発売の『UP STAIRS』にダンスミックスがボーナストラックとして収録されている。

## 収録曲
1. ノスタルジア
  - 作詞:ゆうまお、作曲:黒須克彦、編曲:菊谷知樹
2. 恋愛におけるチーズ的解決
  - 作詞:畑亜貴、作曲・編曲:渡辺拓也
3. シアワセナリス
  - 作詞・作曲:ゆうまお、編曲:菊谷知樹
4. Lover's Faith
  - 作詞:畑亜貴、作曲:水津雅幸、編曲:菊谷知樹
5. 深淵
  - 作詞:杉田智和、作曲:岡ナオキ、編曲:宅見将典
6. だいすき
  - 作詞:小野大輔、作曲:田村信二、編曲:渡辺拓也